# Karya Jaya (Cimarga)
Karya Jaya is een bestuurslaag in het regentschap Lebak van de provincie Banten, Indonesië. Karya Jaya telt 4325 inwoners (volkstelling 2010).